# Sonic Colours
Sonic Colors (jap. ソニック カラーズ Sonikku Karāzu) – komputerowa gra platformowa należąca do serii Sonic the Hedgehog firmy SEGA wydana na konsole Wii i Nintendo DS. W 2021 wyszedł jej remaster, pod tytułem Sonic Colors Ultimate z okazji trzydziestej rocznicy serii Sonica.

## Fabuła gry
Szalony doktor Eggman, pod rzekomym przekonaniem wybaczenia wszystkich kłopotów, które uczynił, buduje kosmiczny park zabaw. Tytułowy bohater - niebieski jeż Sonic - wraz z lisem Tailsem wyruszają tam w przeddzień otwarcia, aby dowiedzieć się, co naprawdę Eggman miał na myśli.
Po pewnym czasie Eggman uwięził kosmiczne stworzenia zwane Wisps w tym ogromnym parku zabaw, aby wkrótce wykorzystywać ich energie na jego nikczemne intrygi. W obliczu zagrożenia Tails konstruuje elektronicznego tłumacza w nadziei, że to pomoże Sonicowi w zrozumieniu problemów i dalszym ciągu pokonania Eggmana. Dzięki tłumaczowi Sonic i Tails komunikowali się z Yackerem.
Sonic zrozumiał też, że każdego z porwanych stworzeń Eggman próbuje zmienić je na Nega Wisps. Okazuje się, że z każdą chwilą, Eggman wciąż twierdzi - mimo rosnącej liczby kapsuł z porwanymi stworzeniami - że i tak było to dla niego za mało. W tym celu pomagały mu również dwa roboty: Orbot i Cubot. Dopiero, gdy szalony naukowiec próbuje zniszczyć świat Sonica armatą kontroli umysłu, utworzoną w wyniku zniszczenia pierwszego bossa w grze, orientuje się, że wszystko zaczyna powoli działać gorzej.
Nie minęło zbyt wiele czasu, kiedy cała planeta była - jak się okazało - w obliczu zagrożenia potężną eksplozją. Wówczas Sonic odsyła Tailsa z powrotem do windy kosmicznej, natomiast sam jeż przybył na ostatnią konfrontację z Eggman'em.
Po ostatecznym pokonaniu Eggmana Yacker dziękuje Sonicowi za ratunek i czule żegna się z nim. Sonic wraca do swego świata.

## Tryb wieloosobowy
Sega nie pozbyło się również możliwości gry w trybie wieloosobowym. Dowodzi o tym możliwość grania online, a także wprowadzenie Eggman Sonic's Simulator. W pierwszym trybie gry, gracz konfrontuje się z innym graczem o możliwie większy wynik, natomiast w drugim trybie dwaj gracze razem współpracują, aby osiągnąć cel.

## Dystrybucja
W USA, zamawiając grę przez serwis GameSpot, można było otrzymać niebieski kapelusz wraz z imitacją kolców Sonica.